# Bambe
Bambe is een bestuurslaag in het regentschap Gresik van de provincie Oost-Java, Indonesië. Bambe telt 12.671 inwoners (volkstelling 2010).